# Mkumbi
Mkumbi ist ein Verwaltungsbezirk (Ward) des Distrikts Mbinga in der tansanischen Region Ruvuma.

## Geografie
Mkumbi liegt im Südwesten von Tansania etwa 15 Kilometer Luftlinie nordwestlich der Distrikthauptstadt Mbinga und 25 Kilometer östlich des Malawisees. Das Gebiet liegt auf dem Südlichen Hochland etwa 1200 Meter über dem Meeresniveau, die Randgebirge sind über 1600 Meter hoch. Der Bezirk grenzt im Nordosten an Linda, im Osten an Mateka, im Südosten an Myangayanga, die beide zum Distrikt Mbinga (TC) gehören, im Südwesten an Ngima und im Westen an Kipololo und Ukata. Bei der Volkszählung 2022 lebten 12.749 Menschen in 3035 Haushalten auf einer Fläche von 72 Quadratkilometern.

## Gliederung
Der Bezirk besteht aus sechs Gemeinden (Mtaa) mit 35 Orten (Kitongoji):
| Mkumbi - Mkumbi - Magingo - Pilakano - Songea - Mbande - Litanda - Mheza | Kipegei - Lisumba Chini - Ndwili - Kipegei Kati - Miwanga - lisumba Juu | Longa - Longa Asili - Ndembe - Kuhungu - Longa Chini - Hindakilo - longa Juu - Hindakilo Juu - Longa Mjini - Hulila | Lugari - Matumba A - Matumba B - Handeni - Mapokero - Maholo - Mhuku - Ndengo | Mtawa - Mtawa Asili - Mpingi - Mapendano - Lami | Luwino - Luwino Juu - Luwino Chini - Kigugu |

## Infrastruktur
- Bildung: Im Bezirk gibt es drei weiterführende Schulen, eine staatliche und zwei private.[8] Die staatliche Mkumbi Secondary School bildet Tages- und Internatsschüler bis zur 4. Stufe aus.[9] Die beiden Privatschulen Longa Secondary School[10] und Pilikano Secondary School[11] sind  Tagesschulen.
- Gesundheit: In der Gemeinde Mkumbi liegt eine staatliche Apotheke.[12] Im Jahr 2022 war Baubeginn für ein Gesundheitszentrum.[13]